# Chiến tranh nông dân ở Đức
Chiến tranh nông dân ở Đức (hay cuộc cách mạng của thường dân) là toàn bộ các cuộc nổi dậy của nông dân, những người ở thành thị và các công nhân hầm mỏ, bùng phát ra vào năm 1524 vì lý do kinh tế và tôn giáo ở nhiều nơi thuộc Thüringen, Sachsen và ở Nam Đức, đặc biệt ở Franken, Tirol và Thụy Sĩ. Trong quá trình diễn tiến, những người nông dân với mười hai điều của Memmingen đã đưa ra yêu cầu lần đầu tiên được coi là một phát biểu trước đây về nhân quyền. Ở Schwaben, Franken, Alsace, Lothringen và Thüringen các cuộc nổi dậy bị các điền chủ, những người cai trị đập tan vào năm 1525, ở Sachsen và ở Tyrol năm 1526, với ước tính từ 70.000 đến 75.000 người chết. Các cuộc nổi dậy cũng đã xảy ra trước đó ở Livonia (vùng lịch sử Baltic),  Hungary (Cuộc nổi dậy Dózsa), Anh và Thụy Sĩ.

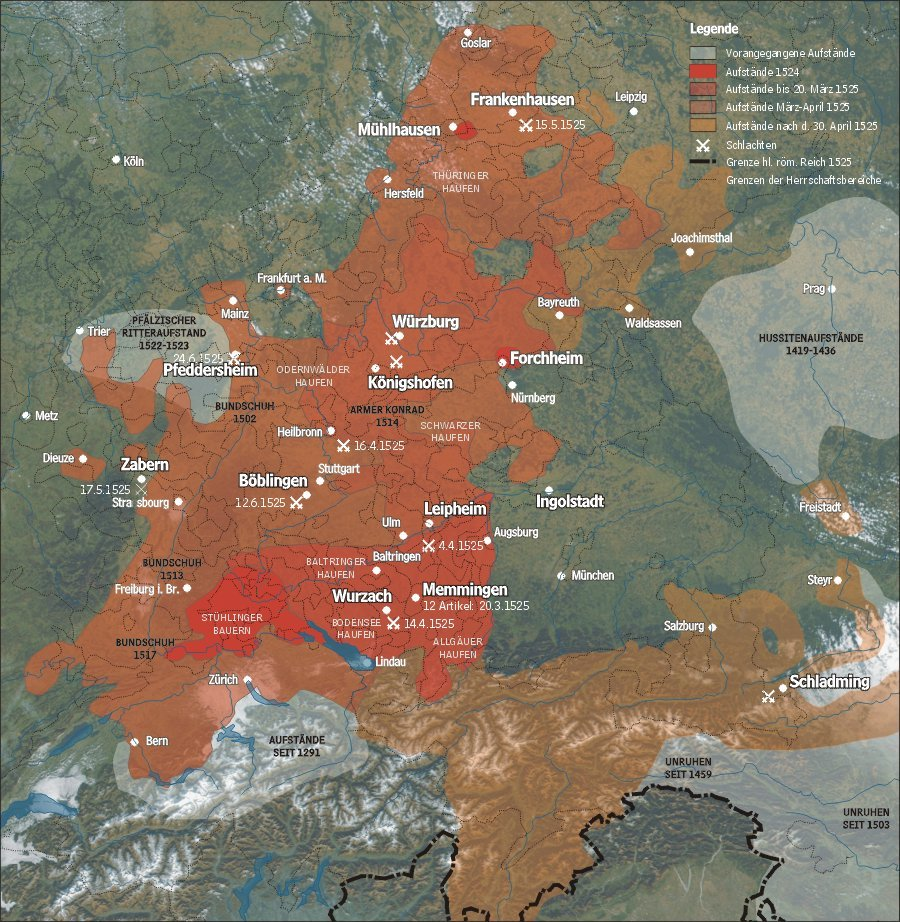
Những nơi có các cuộc nổi dậy

## Bối cảnh
Cuộc chiến tranh nông dân từ năm 1524 đến 1526 thuộc về một loạt các cuộc nổi dậy và các hành động đấu tranh ở châu Âu, kéo dài từ thời Trung cổ đến thời hiện đại.  Ngay từ thế kỷ 13 và 14, nông dân ở Thụy Sĩ, Flanders và Anh, cũng như ở Bohemia vào thế kỷ 15 đã nổi dậy. Vào năm 1412-1415, Flegler đã trỗi dậy ở miền nam Harz và Golden Aue. Tại Thụy Sĩ, nông dân đã nổi dậy chống lại các thành phố Zurich và St. Gallen vào năm 1489, 1513/14 chống lại Lucerne, Bern và Solothurn. Sau đó, phong trào "Bundschuh" được hình thành (1460 ở Hegau, 1493 ở Alsace, 1502 trong Giáo phận Speyer, 1513 ở Breisgau và 1517 ở Thượng Rhein). Trong giáo phận Würzburg, đã có tình trạng bất ổn gây ra bởi nhưng người theo  Pauker von Niklashausen. Ở Thượng Schwaben, việc can thiệp của các điền chủ đã kích động các chương trình chống lại Fürststift Kempten (1491/92) và tu viện Ochsenhausen (1502). Ở Württemberg, Konrad nghèo khổ nổi dậy vào năm 1514.
Nhiều cuộc nổi dậy của công dân, đặc biệt là ở các thành phố Tây Nam Đức trong khoảng thời gian từ 1509 đến 1514, hầu hết được gây ra bởi các tầng lớp nghèo và ít có quyền lợi, chống lại các đặc quyền kinh tế và chính trị của giới nắm quyền lực và giáo sĩ. 
Giới quý tộc không quan tâm đến việc thay đổi điều kiện sống của nông dân vì chắc chắn nó sẽ hạn chế các đặc quyền và lợi thế của chính họ. Giới quý tộc thấp hơn đã chống lại sự tàn lụi và phải đấu tranh để khỏi mất đi quá nhiều quyền thế, dẫn đến các cuộc nổi dậy của chính các hiệp sĩ ở Pfalz. Nỗ lực để giữ mức sống bằng cách cướp bóc của các hiệp sĩ lại là một gánh nặng cho các nông dân.
Các giáo sĩ cũng chống lại mọi thay đổi: Công giáo dưới dạng hiện có vào thời điểm đó là cột cốt lõi của chế độ phong kiến; Các tổ chức nhà thờ thường được tổ chức theo lối phong kiến - hầu như không có tu viện nào tồn tại mà không có các làng thuộc về nó. Giáo hội có được thu nhập của mình chủ yếu từ các khoản quyên góp, đóng góp để được xá tội và tiền thuế. Điều khoản sau cùng cũng là một nguồn tài chính quan trọng cho giới quý tộc.
Những nỗ lực cải cách duy nhất nhằm bãi bỏ các cấu trúc phong kiến cũ trong các thành phố dựa trên giai cấp tư sản của các thành phố ngày càng mạnh hơn, nhưng vẫn còn yếu, vì giới này cũng phụ thuộc vào giới quý tộc và giáo sĩ.

## Nguyên nhân và hoàn cảnh

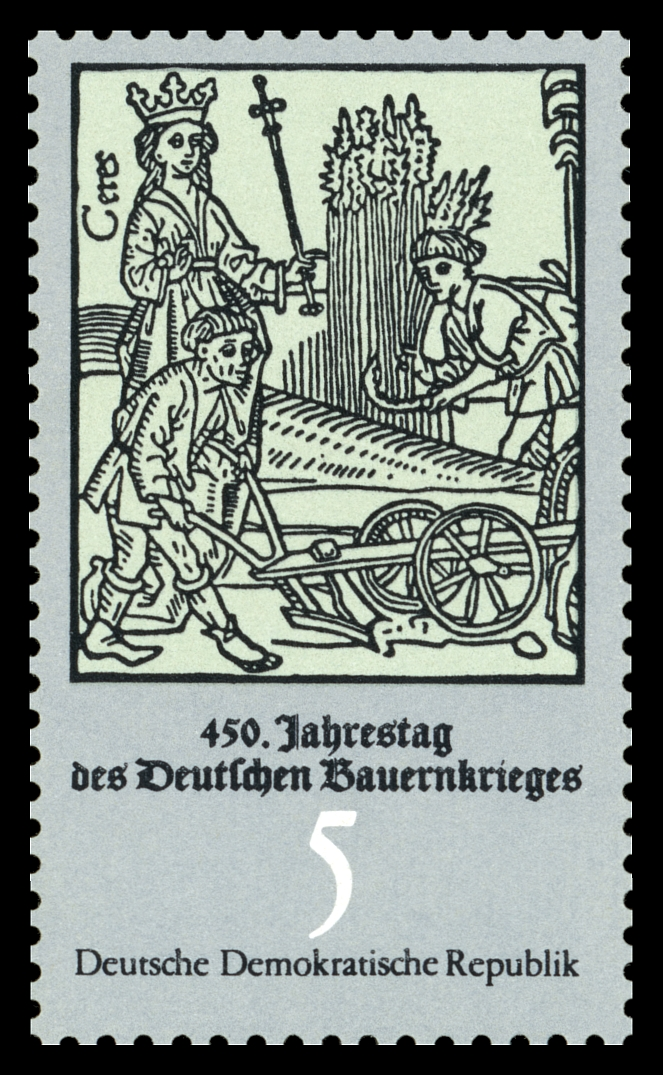
Nông dân làm lao động không công, trong tem năm 1975 của bưu điện Đông Đức

Các địa điểm riêng lẻ của Chiến tranh nông dân Đức từ năm 1524 đến 1526 bao gồm khu vực Thượng Rhein, Württemberg, Oberschwaben, Franken, Thüringen, Rheinland, Tirol và Salzburg. Cũng có tình trạng bất ổn ở nhiều thành phố (Frankfurt am Main với cuộc nổi dậy phường hội, Nürnberg, Mühlhausen, Würzburg). Thường chỉ là những cuộc nổi dậy cục bộ, chủ yếu diễn ra trong ranh giới lãnh thổ riêng biệt của họ. Xác định nguyên nhân của tình trạng bất ổn ở nông thôn thì khó khăn do sự khác biệt về thời gian và khu vực. Thông thường một số lý do đóng vai trò quan trọng: khó khăn kinh tế và nạn nghèo khổ trong xã hội, có vấn đề về pháp lý với điền chủ, lãnh chúa, và cuối cùng nhưng không kém phần quan trọng, các sai trái của giới quý tộc và giáo sĩ.
Nông dân mang gánh nặng chính để duy trì xã hội phong kiến: Công tước, quý tộc, công chức, giới quyền lực và giáo sĩ sống nhờ sức lao động của họ, và vì số lượng người thụ hưởng luôn tăng lên, các loại thuế mà nông dân phải đóng cũng tăng. Ngoài số phần trăm ngũ cốc mà họ phải nộp và thuế từ các sản phẩm khác, họ phải trả thuế, thuế quan và lãi suất và các lao động không công cho giới điền chủ. Ngoài ra, ở Oberschwaben, Württemberg, Franken, Sachsen (Obersachsen) và Thüringen, do việc phân chia tài sản thừa kế, các nông trại càng ngày càng nhỏ hơn, nông dân chịu gánh nặng cao không còn thu nhập đủ sống nữa. 
Các vấn đề kinh tế, thường là mùa gặt thất bại và áp lực lớn của điền chủ đã khiến ngày càng có nhiều nông dân bị lệ thuộc và xa hơn nữa trở thành nông nô, từ đó lại phải trả thêm tiền thuê và các nghĩa vụ bổ sung.
Luật pháp cũ, một luật truyền miệng, cũng ngày càng được các điền chủ giải thích theo ý riêng hoặc hoàn toàn bị bỏ qua. Những khu đất chung, đã tồn tại trong nhiều thế kỷ, đã bị chiếm đoạt và đồng cỏ chung, quyền câu cá hoặc săn bắn đã bị cắt bớt hoặc bãi bỏ.
Do bị phụ thuộc nhiều thứ, nhiều nông dân nghèo không dám chống lại các điền chủ của họ. Trên hết, tầng lớp thượng lưu ở làng xã muốn thay đổi. Những người thu thuế, những người lãnh đạo nhóm nông dân, thợ thủ công làng và công dân có thể trồng trọt từ các thị trấn nhỏ đã nổi dậy và kêu gọi những người nông dân nghèo kết nối với các nhóm nông dân tranh đấu ở nhiều nơi.
Trên hết, chính những người nông dân muốn khôi phục các quyền trước đó của họ và muốn có được một cuộc sống đàng hoàng và ngoài ra để thờ phụng Chúa. Tuy nhiên, những đòi hỏi của họ như giảm bớt gánh nặng và bãi bỏ chế độ nông nô đã làm rung chuyển nền tảng của trật tự xã hội hiện có.

## Liên quan đến Phong trào Cải cách
Có những điều gây bất bình đáng kể trong nhà thờ. Nhiều giáo sĩ đã sống một cuộc sống trụy lạc và được hưởng lợi từ các quỹ và thừa kế của nhóm dân chúng giàu có cũng như thuế và quyên góp của người nghèo. Ở Rome, nhờ họ hàng, quen biết và hối lộ mới có được các chức tước và được trọng vọng. Các giáo hoàng trở thành các thủ lĩnh chiến tranh và người sở hữu các dinh thự và là nhà tài trợ của mỹ thuật.
Những tình trạng này đã bị chỉ trích sớm bởi Hans Böhm ("Pfeifer von Niklashausen") ở Tauberfranken, Girolamo Savonarola ở Florence và sau đó cũng bởi Martin Luther. Khi Dominican Johann Tetzel, thay mặt cho Tổng Giám mục Mainz, Albrecht von Brandenburg và Giáo hoàng Leo X., đi khắp nước Đức, rao giảng thành công việc đóng góp để được giảm tội và bán các giấy đóng góp này, Luther đã viết 95 luận đề của mình, theo truyền miệng vào ngày 31 tháng 10 năm 1517 ông đã đóng đinh nó vào cửa nhà thờ của Wittenberg.
Cả Ulrich Zwingli ở Zurich và Thomas Müntzer đã công khai bày tỏ quan điểm ở Allstedt rằng mọi người đều có thể tìm đường đến Chúa và sự cứu rỗi của ngài ngay cả khi không cần nhà thờ truyền tải. Khi làm như vậy, họ phá hoại yêu sách về tính tuyệt đối của Giáo hội Công giáo và xác nhận với nông dân rằng các giáo sĩ đã rời xa các giáo lý của chính mình và do đó phần lớn là tự làm cho mình thành thừa thãi.

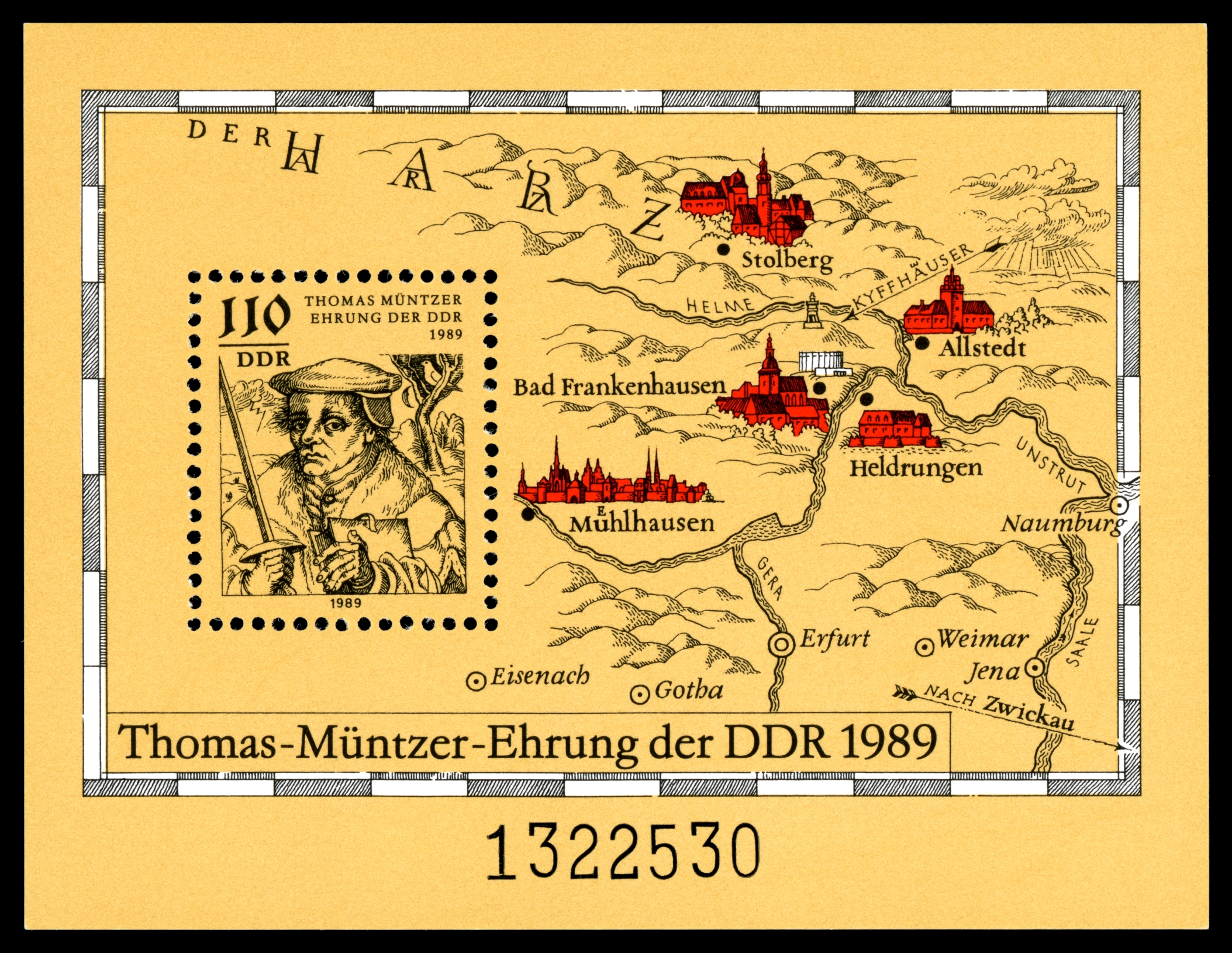
Thomas Müntzer – tem DDR

Lập luận của Luther trong bài viết của mình "từ sự tự do của một người Kitô giáo" (Von der Freiheit eines Christenmenschen) (1520) rằng "một người Kitô giáo phải làm chủ tất cả mọi thứ và không phải vâng lời ai hết". Bản dịch cuốn kinh thánh Tân Ước của ông sang tiếng Đức năm 1522 đã kích hoạt thêm các cuộc nổi dậy của dân chúng ở làng xã: Bây giờ những người dân thường cũng có thể đặt câu hỏi về những yêu sách của giới quý tộc và các giáo sĩ cho đó là "ý muốn của Thiên Chúa". Họ không tìm thấy sự biện minh trong Kinh Thánh cho tình trạng khốn khổ của chính họ ("các nông trại bị chia nhỏ do phân chia tài sản cho những người thừa kế"), và do đó rất nhiều nông dân nghi ngờ những hạn chế vì quyền lợi của điền chủ mà mâu thuẫn với luật lệ thật sự của thiên chúa.

### Martin Luther

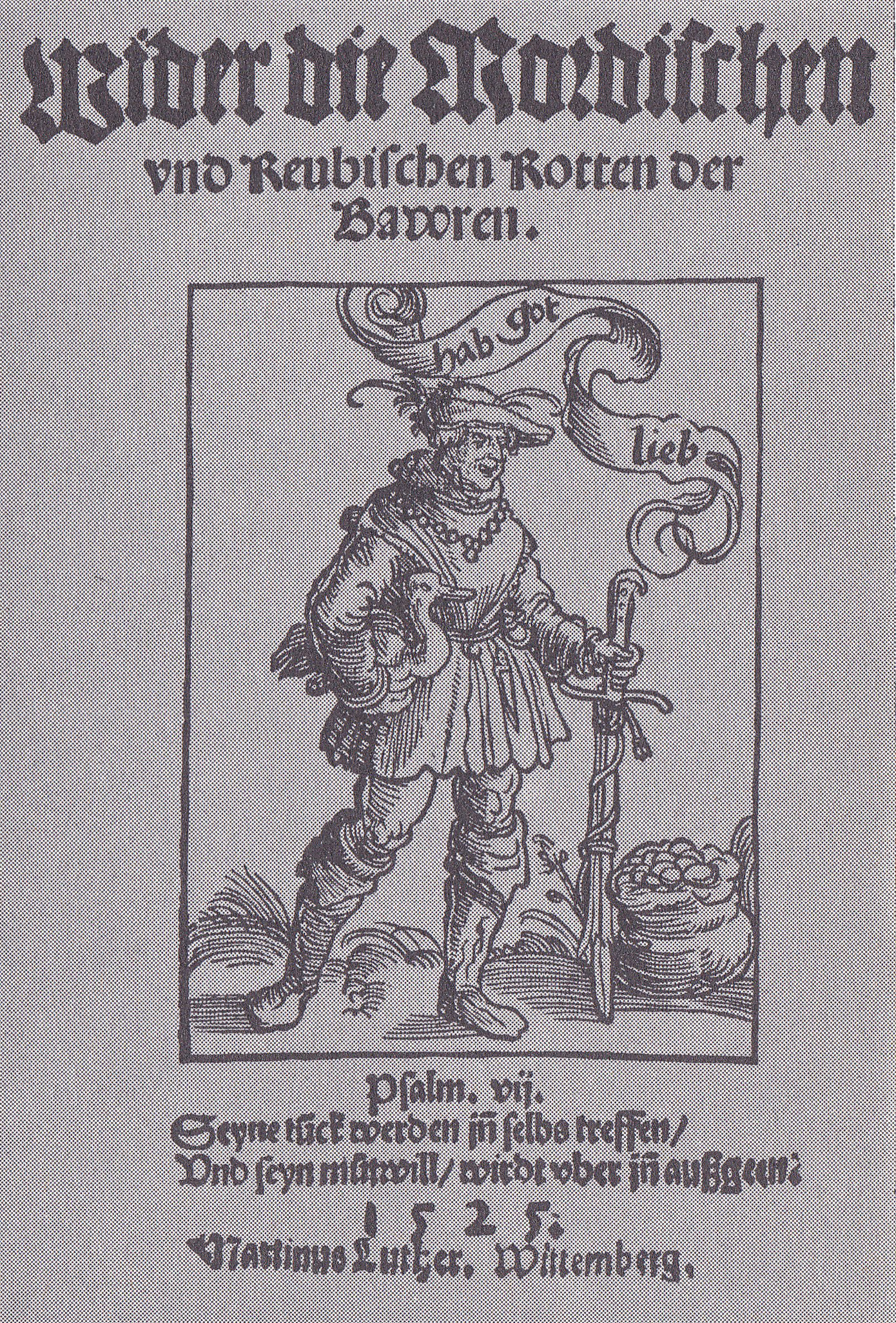
Luther

Mặc dù các vị trí của Cải cách là một lời biện minh chính cho những người nông dân nổi dậy, Martin Luther rõ ràng đã tách mình ra khỏi cuộc chiến nông dân. Vào năm 1521, ông phân biệt chính xác giữa phạm vi thế tục và tâm linh, vì với Cải cách, ông muốn thay đổi nhà thờ và không - trái ngược với Savonarola - thay đổi trật tự thế tục. Tuy nhiên, ông ta ngày càng bị giới cầm quyền chuốc trách nhiệm cho các sự kiện xảy ra trong Chiến tranh nông dân, có lẽ cũng vì ông ta không thể tách rời chính mình rõ ràng ra khỏi những đòi hỏi của nông dân. Trong lời cổ vũ cho hòa bình (Ermahnung zum Frieden) năm 1525, Luther vẫn còn chỉ trích thái độ "kiêu ngạo" của các lãnh chúa. Chỉ sau vụ đổ máu Weinsberg, ông ta mới thay đổi rõ ràng, đứng về phía các công tước và kết án quân nổi dậy:
Băng đảng nông dân giết người và cướp bóc đáng kinh tởm... Hãy đập tan, xiết cổ, đâm chúng, bí mật và công khai, những ai có thể, giết chúng như đập chết một con chó dại..

Tuy nhiên, Luther chỉ xuất bản bài viết của mình "Băng đảng nông dân giết người và cướp bóc đáng kinh tởm" (Wider die Mordischen und Reubischen Rotten der Bawren) vào thời điểm mà sự thất bại của nông dân đã có thể thấy trước.
Sau năm 1525, Kháng Cách đánh mất tinh thần cách mạng và cũng củng cố, được Luther ủng hộ, các điều kiện xã hội thịnh hành với niềm tin "Hãy vâng lời nhà cầm quyền".

### Philipp Melanchthon
Vào ngày 18 tháng 5 năm 1525, Tuyển hầu tước Ludwig V. von der Pfalz viết một lá thư cho nhà cải cách Tin lành Philipp Melanchthon ở Wittenberg với yêu cầu, cùng với những điều khác, đánh giá hành vi của nông dân. Melanchthon đã viết trong thư trả lời của mình:
[…] rằng đây là một tầng lớp nông dân hoang dã, thô lỗ và chính quyền đang làm đúng. Bên cạnh đó, thuế thập phân là hợp pháp, chế độ nông nô và tiền lãi không thái quá. Nhà cầm quyền có thể tùy theo sự khốn cùng trong nước mà định hình phạt và nông dân không có quyền sai khiến nhà cầm quyền ra luật nào đó. Đối với những kẻ vô lễ, cứng cổ và khát máu như vậy, Chúa rất giận dữ.

Câu trả lời này đã giải phóng Tuyển hầu tước khỏi mọi thỏa thuận (Hiệp ước Udenheim và Hilsbach). Ông tập hợp một lực lượng quân sự và vào ngày 22 tháng 5 năm 1525, ông hành quân với 4.500 nông nô, 1.800 kỵ binh và một số khẩu pháo từ Heidelberg đến Bruchsal, nơi ông giành chiến thắng vào ngày 23 tháng 5 năm 1525. 

### Thomas Müntzer
Thomas Müntzer trước đây là tín đồ của Luther. Tuy nhiên, trái ngược với ông ta, ông ủng hộ sự giải phóng bạo lực của nông dân và hoạt động tích cực ở Mühlhausen, nơi ông là mục sư ở Marienkirche, với tư cách là người kích động và hỗ trợ các cuộc nổi dậy.
Ở đó, ông đã cố gắng thực hiện những ý tưởng của mình về một trật tự xã hội công bằng: các đặc quyền bị bãi bỏ, các tu viện bị giải thể, lập ra những chỗ cư trú cho người vô gia cư và thiết lập việc cung cấp thức ăn cho người nghèo. Ông kêu gọi “tập thể hóa tất cả của cải, nghĩa vụ lao động bình đẳng đối với tất cả mọi người và bãi bỏ mọi quyền lực” (omnia sunt communia). Tuy nhiên, những nỗ lực của ông nhằm đoàn kết các nhóm nông dân Thüringen khác nhau đã không thành công. Vào tháng 5 năm 1525, ông bị bắt, bị tra tấn và cuối cùng bị xử tử.

## Quá trình

### Các cuộc xung đột bùng phát
Cuộc nổi dậy đầu tiên trong Chiến tranh Nông dân diễn ra vào ngày 23 tháng 6 năm 1524 tại Thung lũng Wutach gần Stühlingen. Nó nhằm chống lại Bá tước Sigmund II von Lupfen, người trị vì trong Lâu đài Hohenlupfen.  Những người nông dân thành lập một đội quân nhỏ ở khu vực St. Blasien và chọn Hans Müller von Bulgenbach làm thủ lĩnh của họ. Năm 1524 cũng xảy ra tình trạng bất ổn gần Forchheim, nằm gần Nürnberg, và ngay sau đó cũng ở Mühlhausen gần Erfurt. Vào ngày 2 tháng 10 năm 1524, khoảng 800 nông dân từ phía tây Hegau đã liên minh với nhau để thành lập một "liên minh" tại "Hilzinger Kirchweih", một lễ hội thu hoạch truyền thống.  Chẳng bao lâu sau đó, 3.500 nông dân đã kéo lên hướng Furtwangen. Ở Oberschwaben quanh Hồ Bodensee, mọi thứ đã âm ỉ trong một thời gian dài và chỉ trong một thời gian ngắn, ba nhóm nông dân có vũ trang được thành lập vào tháng 2 và tháng 3 năm 1525: nhóm Baltringer, nhóm Seehaufen và nhóm Allgäuer. Lớn nhất trong số đó là nhóm Baltringer: hơn 12.000 nông dân, công dân và giáo sĩ đã tập trung tại Baltringer Ried gần Biberach trong vòng vài ngày. Nhóm Seehaufen gần Lindau cũng bao gồm khoảng gần 12.000 người, bao gồm nhiều giáo sĩ cấp dưới và nông nô. 7.000 nông dân từ Allgäu, những người chủ yếu nổi dậy chống lại tu viện trưởng được phong chức công tước của Kempten, đã cắm trại gần Leubas.

### 12 điều khoản và điều đình

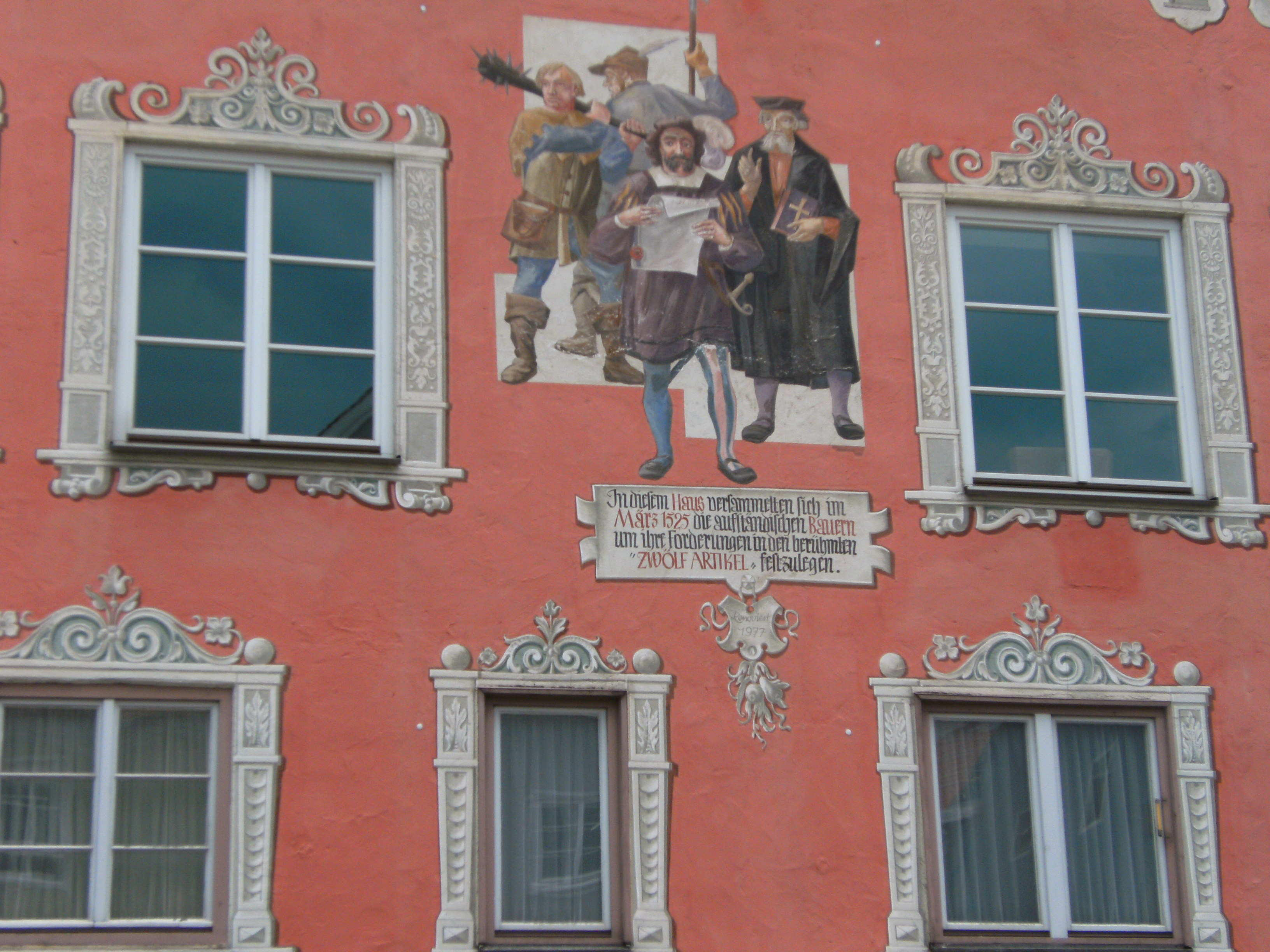
Mặt tiền Kramerzunft ở Weinmarkt Memmingen, nơi 12 Điều khoản của cuộc nổi dậy của nông dân được tuyên bố.

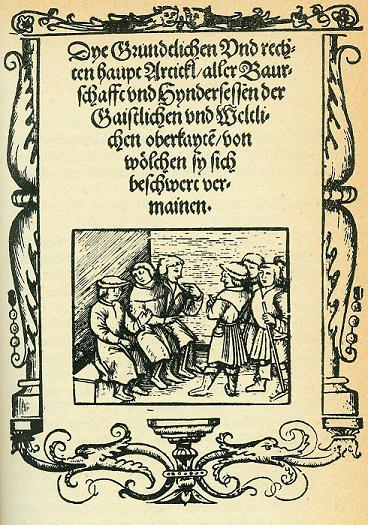
Tờ đầu của tờ rơi 12 điều khoản

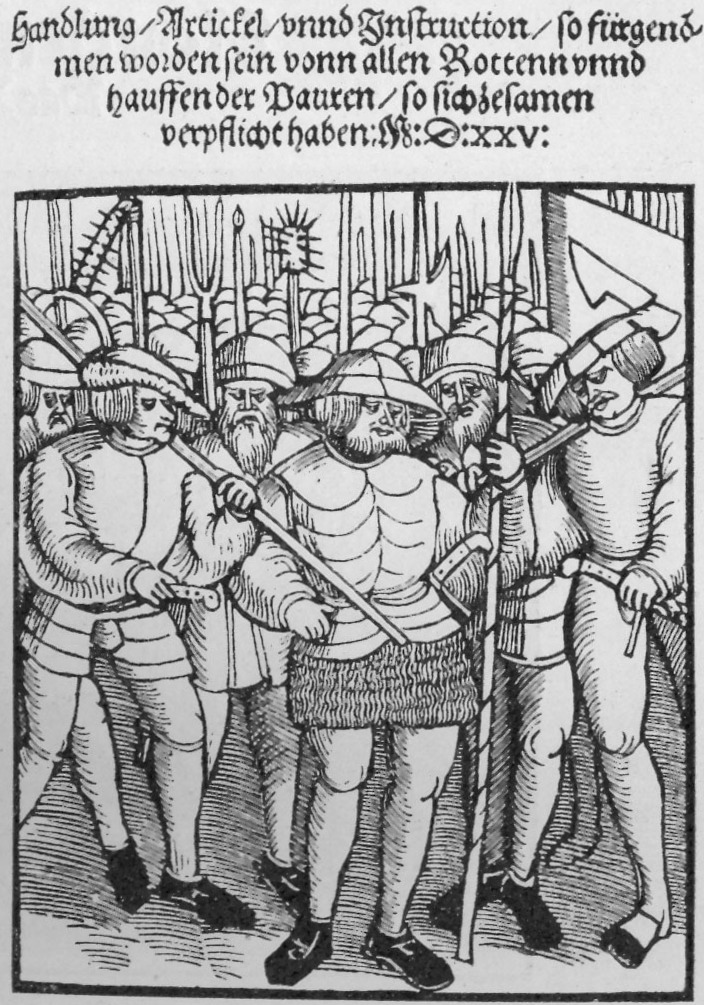
Cả những người ủng hộ lẫn đối thủ đều xem qua tờ rời về nội dung 12 Điều khoản

Trên tất cả, ba nhóm nông dân Oberschwaben muốn cải thiện điều kiện sống của họ và không gây chiến. Đó là lý do tại sao họ muốn đàm phán với Liên minh Schwaben. 50 đại diện của ba nhóm nông dân đã gặp nhau tại thành phố đế quốc tự do Memmingen, nơi những người dân có thiện cảm với nông dân. Tại đây, các nhà lãnh đạo của cả ba nhóm đã cố gắng trình bày rõ ràng các đòi hỏi của nông dân được hỗ trợ với các lập luận từ Kinh thánh. Vào tháng 2/tháng 3 năm 1525, Mười hai Điều khoản đã được viết, tác giả của chúng thường được cho là của Sebastian Lotzer và Christoph Schappeler, một thợ lột da thú và nhà thuyết giáo ở Memmingen. Theo Peter Blickle, mười hai Điều khoản đồng thời là một "lời phàn nàn, chương trình cải cách và tuyên ngôn chính trị". Theo gương của Liên đoàn Thụy Sĩ, những người nông dân đã thành lập Liên đoàn Oberschwaben, nền tảng của nó đã được quy định trong đạo luật liên bang. Ngược lại với các cuộc nổi dậy trước đây, các nhóm nông dân riêng lẻ cũng đứng lên bảo vệ lẫn nhau trong tương lai. Chỉ trong một thời gian rất ngắn, số ấn bản lớn của cả hai ấn phẩm đã được in và phân phối, đưa tới việc các cuộc nổi dậy lan rộng một cách đặc biệt nhanh chóng khắp miền nam nước Đức và Tyrol. Sau khi hai văn bản này được ban hành, việc thành lập Hiệp hội Cơ đốc giáo đã được thông báo cho Liên đoàn Schwaben ở Augsburg với hy vọng có thể tham gia đàm phán với tư cách là một đối tác bình đẳng. Tuy nhiên, trước nhiều vụ cướp bóc khác nhau và hành động đẫm máu ở Weinsberg (xem bên dưới), các quý tộc đã thành lập Liên minh Schwaben, không quan tâm đến các cuộc đàm phán. Được hỗ trợ bởi gia đình thương nhân Augsburg Fugger, Georg Truchsess von Waldburg-Zeil (được gọi là Bauernjörg) được giao nhiệm vụ với một đội quân gồm 9.000 nông nô và 1.500 kỵ binh mặc áo giáp, hạ gục những người nông dân, hầu hết trong số họ chỉ được trang bị lưỡi hái và vung.
Thương lượng về Mười hai Điều khoản ở Memmingen là cốt lõi của Chiến tranh Nông dân: Tại đây, lần đầu tiên các đòi hỏi được đưa ra một cách thống nhất và được ấn định bằng văn bản. Lần đầu tiên, những người nông dân đã đứng lên thống nhất chống lại chính quyền - các cuộc nổi dậy trước đó đã thất bại chủ yếu là do các cuộc nổi dậy bị chia cắt và thiếu sự hỗ trợ lẫn nhau. Điều này đã thay đổi với “12 Điều khoản”.
Mười hai Điều khoản yêu cầu bầu cử mục sư tự do (1), bãi bỏ thuế phần mười nhỏ, sử dụng thuế phần mười lớn cho giáo hội hoặc từ thiện (2), bãi bỏ chế độ nông nô (3), cho săn bắn và đánh cá tự do (4), trả lại rừng (5), giảm lao động bắt buộc (6), tuân thủ các điều kiện sở hữu hiện có (7), đánh giá lại thuế nộp cho điền chủ (8), cố định thay vì phạt tùy tiện (9). Trả lại của chung (10). Bỏ thuế thừa kế (11). Điều khoản thứ mười hai lấy lại ý tưởng của lời mở đầu và tuyên bố sẵn sàng từ bỏ mọi đòi hỏi không phù hợp với Lời Chúa dạy.

### Quá trình của cuộc nổi dậy
Vào cuối tháng 3 năm 1525, Quân đội Waldburg-Zeil đã tụ tập ở Ulm. Dưới đó một chút theo dòng chảy sông Donau gần Leipheim, 5.000 nông dân đã tập trung quanh nhà thuyết giáo Jakob Wehe, đã cướp phá các tu viện và dinh thự giới quý tộc trong khu vực quanh đó. Do đó, quân đội của Liên minh Schwaben đã tiến đến Leipheim và đã xung đột với các nhóm nông dân cướp bóc riêng lẻ trên đường đến đó. Vào ngày 4 tháng 4 năm 1525, trận chiến lớn đầu tiên gần Leipheim xảy ra, trong đó Nhón nông dân Leipheim bị đánh bại. Thành phố Leipheim phải trả tiền phạt; Wehe và các nhà lãnh đạo khác của nhóm này đã bị xử tử. Để kỷ niệm, một tượng đài chiến tranh nông dân đã được xây dựng phía trên Biberhacken, phía tây Leipheim ở rìa cánh đồng dẫn tới Echlishausen trên đường quốc lộ B10.
Cũng vào đầu tháng Tư, những người nông dân từ Thung lũng Neckar và Odenwald đã tập trung dưới sự lãnh đạo của Jäcklein Rohrbach. Vào ngày lễ Phục sinh 1525 (ngày 16 tháng 4), nhóm Neckartal lập trại gần Weinsberg, nơi Rohrbach, một người nóng tính, cho treo cổ Bá tước Ludwig von Helfenstein và các hiệp sĩ của ông ta. Cái chết đau đớn của các quý tộc bằng cách đâm thọc và đánh đập của  những người nông dân đã đi vào lịch sử của Chiến tranh nông dân là hành động đẫm máu Weinsberg. Nó tạo nên ấn tượng đây là những người nông dân giết người và cướp bóc và là một trong những lý do chính khiến nhiều quý tộc đứng lên chống lại vấn đề của nông dân. Để trừng phạt, thành phố Weinsberg đã bị thiêu rụi và Jäcklein Rohrbach bị đốt sống. Sau hành động đẫm máu Weinsberg, nhóm Neckartal và Odenwald đã hợp nhất với nhóm Taubertal do nhà quý tộc Franken Florian Geyer thành nhóm Heller Lichter Haufen. Khoảng 12.000 người đàn ông đã trở thành sự lãnh đạo của đội trưởng Götz von Berlichingen chống lại các giám mục của Mainz và Würzburg và tuyển hầu tước của Pfalz.
Vào ngày 12 tháng 4, lực lượng của liên đoàn Schwaben đánh bại nhanh chóng nhóm Baltringer Haufen. Nông dân đã bị tước vũ khí và mọi người phải trả một khoản tiền phạt cao.
Vào ngày 13 tháng 4, nhà quý tộc Georg von Waldburg-Zeil và quân đội của ông phải rút lui trước nhóm Seehaufen, được huấn luyện tốt.  Ngày hôm sau, vào ngày 14 tháng 4 tại Wurzach, ông gặp những người nông dân của mình thuộc nhóm Allgäuer Haufen. Ông ta thương lượng với họ và có thể thuyết phục họ hạ vũ khí. Trong Hiệp ước Weingarten vào ngày 17 tháng 4, ông ta đã nhượng bộ nhóm Seehaufen và Allgäuer Haufen của chiến lược gia Eitelhans Ziegelmüller và đảm bảo cho họ được rút quân an toàn và một tòa án trọng tài độc lập để giải quyết các cuộc xung đột của họ.
Vào ngày 16 tháng 4, nông dân Württemberg tập hợp lại. Lực lượng 8.000 người tiến vào thành phố Stuttgart và sau đó vào tháng Năm đến Böblingen.
Các nhóm nhỏ hơn cũng hình thành tại Hall và Gmünd, 3.000 người ủng hộ đã cướp phá các tu viện Lorch và Murrhardt và đốt rụi thành trì Hohenstaufen. Các tu viện cũng bị cướp bóc và các lâu đài bị thiêu rụi ở Kraichgau và Ortenau.
Sau thành công ở Weingarten, Quân đội Waldburg-Zeil chuyển đến Neckartal. Các nhóm nông dân đã bị đánh bại gần Balingen, Rottenburg, Herrenberg và vào ngày 12 tháng 5 trong Trận gần Böblingen mặc dù đông người hơn. Lãnh đạo Matern Feuerbacher sau đó bỏ trốn về phía nam. Điều tương tự cũng xảy ra vào ngày 2 tháng 6 với các nhóm Neckartalern và Odenwäldern gần Königshofen.
Vào tháng 4 năm 1525, đại diện của mười cộng đồng Schwarzburg đã gặp nhau ở Gehren và Langewiesen, mà đã thành lập Liên minh anh em Tin lành. Họ đã yêu cầu những nơi khác trong bá quốc, qua các lá thư và đặc phái viên, tham gia Liên minh và tham gia vào các đòi hỏi của nhóm nông dân Waldhaufens tập hợp tại Gehren.  Vào ngày 23 tháng 4 năm 1525, nhóm Waldhaufens đã đi ngang qua Königsee và Paulinzella, nơi những người nông dân đã cướp phá cơ quan và tu viện, để đến Stadtilm.  Vào ngày 24 tháng 4 năm 1525, các công dân của Stadtilm đã hạ bệ hội đồng và người cai quản của bá tước Schwarzburg và mở cổng thành phố cho nông dân nổi dậy vào. Tin tức về chiến thắng này lan nhanh trong khu vực Rudolstadt, qua đó những người nông dân khác đã đến Stadtilm từ các khu vực thuộc bá quốc Schwarzburg và gia nhập nhóm Waldhaufen.  Người nông dân tập hợp thành nhóm Schwarzburger Bauernhaufen từ Gehren và Stadtilm đã kéo đến cổng của Arnstadt và trình bày cho công tước những đòi hỏi của người dân và nông dân được thể hiện trong Mười hai Điều khoản. Trước lực lượng của những người nông dân, lên đến 8.000 người, bá tước đã công nhận Mười hai Điều khoản, do đó các lãnh đạo của nông dân đã cho rút lui và giải thể tạm thời nhóm nông dân. Sau thất bại của những người nông dân tại trận chiến gần Frankenhausen, tuyển hầu Johann der Beständige, đã rút lại các cam kết với nông dân và công dân thành phố. Arnstadt nhận được một khoản tiền phạt nặng và mất đi những đặc quyền của mình. Các nhà lãnh đạo của nhóm nông dân Schwarzburger Bauernhaufen đã bị bắt và bị xử tử vào ngày 17 tháng 6 và ngày 9 tháng 8 năm 1525 tại Arnstadt. 
Trận chiến Frankenhausen vào ngày 15 tháng 5 năm 1525 là một trong những trận chiến quan trọng nhất trong Chiến tranh nông dân Đức. Trong đó, những người nông dân nổi dậy ở Thüringen đã bị đánh bại hoàn toàn bởi một đội quân Công tước. Bản thân Müntzer đã bị bắt và chặt đầu vào ngày 27 tháng 5 tại Mühlhausen sau khi ông ta được đưa đến pháo đài Helferrungen và bị tra tấn.

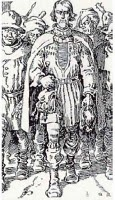
Hans Müller von Bulgenbach (Tranh khắc đồng của Caracciolo, um 1650)

Vào ngày 23 tháng 5, một nhóm 18.000 người nông dân Breisgau và Nam Rừng đen đã chiếm lấy Freiburg Im Breisgau. Sau khi thành công, nhà lãnh đạo Hans Müller muốn nhanh chóng đến Radolfzell để giúp đỡ những người bị bao vây, nhưng chỉ có một số ít nông dân đi cùng ông ta; Hầu hết muốn ở lại để chăm sóc các đồng ruộng của họ. Vì vậy, lực lượng của họ tương đối nhỏ khi họ bị đại công tước Ferdinand của Áo đánh bại ngay sau đó. Waldburg-Zeil đã đụng độ một nhóm nông dân Franken Hellen Lichten Haufen gần Würzburg, mà một ngày trước đó bị Götz von Berlichingen lấy cớ bỏ rơi, do đó những người nông dân không người lãnh đạo không thể chống cự lại được. 8.000 nông dân đã thiệt mạng trong vòng hai tiếng đồng hồ.
Sau chiến thắng này, đội quân của Bauernjörg (Georg von Waldburg-Zeil) đã quay trở về miền nam và đánh bại quân nổi dậy ở Allgäu vào cuối tháng 7. Trong bốn tháng, Quân đội Georg von Waldburg-Zeil đã đi khoảng hơn 1.000 km.
Nhóm nông dân Bildhäuser Haufen hoạt động vào tháng 4 và tháng 5 năm 1525 tại Thüringen dưới sự lãnh đạo của Hans Sippel đã giải thể sau khi Bá tước Wilhelm IV của Henneberg-Schleusingen đã ký Mười hai Điều khoản; Sippel và các nhà lãnh đạo khác đã bị bắt và xử tử ở Eisenach.
Các nhóm nông dân tiếp theo bị đập tan: vào ngày 3 tháng 6 năm 1525, Bildhäuser Haufen đã bị đánh bại cùng với quân nổi dậy từ Meiningen trong trận chiến giữa Meiningen và Dreißigacker bởi một lực lượng thống nhất của các công tước dưới sự lãnh đạo của tuyển hầu Johann von Sachsen, vào ngày 23/24. Tháng 6 năm 1525, nhóm nổi dậy trong cuộc chiến nông dân Pfalz bị đánh bại thảm hại trong trận chiến Pfedderheim. Đến tháng 9 năm 1525, gần như tất cả các trận chiến và chiến dịch trừng phạt đã được hoàn thành. Hoàng đế Karl V và Giáo hoàng Clemens VII đã cảm ơn Liên minh Schwaben về sự can thiệp của họ.
Trận chiến cuối cùng và cũng kết thúc việc đập tan cuộc nổi dậy của người nông dân gần chỗ khởi đầu của họ gần Stühlingen là vào ngày 4 tháng 11 năm 1525 tại Rafzer Feld và những người chạy thoát đã phải đầu hàng tối đó ở Klettgau tại sân nhà thờ Grießen.